# Ernst Köhler-Haußen
Karl Friedrich Ernst Köhler-Haußen (* 14. Juni 1872 in Dörfli bei Davos; † 23. März 1946 in Lichtenstein/Sa.) war ein deutscher Journalist und Schriftsteller.

## Leben und Wirken
Köhler-Haußen war Redakteur der Dresdner Nachrichten und betätigte sich auch als Schriftsteller in Dresden. Er verfasste sowohl Romane als auch Gedichte und bereicherte damit das Kulturleben der Stadt.

## Werke (Auswahl)
- Gedichte. 1916.
- Kriegsgedichte. 3. Aufl., Dresden 1918.
- Galgenstricks Lieder. 5. Aufl., Weinböhla 1921.
- Mein Jahrbuch "Lebe". Dresden [1923].
- Schicksalsgemeinschaft. Dresden [1940].